# Arimasa Mori
Arimasa Mori (Tóquio, 1911 - Paris, 1976) foi um professor, escritor e filósofo japonês.

## Biografia
Desde os seis anos de idade, ele foi educado em francês, posteriormente aprendendo latim.
Estudou na Universidade de Tóquio, especializando-se em literatura francesa e, até 39 anos, dedicou-se ao ensino universitário nessa mesma universidade. Em 1943, publicou seu primeiro trabalho sobre filosofia ocidental, intitulado De Descartes a Pascal. Seus próximos dois trabalhos também trataram desses mesmos filósofos: o método de Pascal e os estudos de Descartes. Em 1949, ele expandiu seu campo de estudos com a publicação de Notas sobre Dostoevsky.
Em 1950, foi para a França com uma concessão do governo gaulês. Lá dedicou-se ao estudo do existencialismo. Publicou ensaios sobre Jean-Paul Sartre, Jean Wahl - que era seu professor - e Edmund Husserl, e também estudou Montaigne e Calvino.
Desde 1955, ele era professor de japonês na Escola Nacional de Línguas Orientais Vivas da França. Em 1971, foi nomeado professor associado do Instituto Nacional de Línguas e Civilizações Orientais, dependente da Sorbonne.
Também fez traduções de autores japoneses para o francês e até julho de 1976 dirigiu a Casa do Japão na cidade universitária de Paris.

## Estilo
Após sua mudança para a França, começou a usar um estilo mais informal, na forma de jornais e cartas nas quais registra suas reflexões. Dessa maneira, escreveu um conjunto de obras sem precedentes na tradição japonesa: Babiron no nagare no hotori ni te (Sobre os rios da Babilônia, 1957), Jōmon no katawara ni te (Nos portões da cidadela, 1963), Harukana Nōtoru-Damu (Ao longe, Notre-Dame, 1967), Sabaku ni mukatte (Para o deserto, 1969), Kigi wu hikari wo abite (Árvores banhadas em luz, 1972). Em 1974 publicou, também em japonês, Cartas de Paris.
Não se trata de periódicos ortodoxos, uma vez que a cronologia não segue uma ordem lógica. O pensamento crítico se manifesta em frases curtas, factuais ou abstratas.